# Steinaubachtal bei Steinau an der Straße
Der Steinaubachtal bei Steinau an der Straße ist ein Naturschutzgebiet auf dem Gebiet der Stadt Steinau an der Straße im Main-Kinzig-Kreis in Hessen. Das Naturschutzgebiet, das vom Steinebach durchflossen wird, liegt nördlich der Kernstadt von Steinau an der Straße, direkt an der westlich verlaufenden Landesstraße L 3179.

## Bedeutung
Das 78,82 ha große Gebiet ist seit dem Jahr 1989 unter der Kennung 1435054 als Naturschutzgebiet ausgewiesen.